# آلینیا
آلینیا (انگلیسی: Alinea) رستورانی در شهر شیکاگو است که در سال ۲۰۱۰ سه ستارهٔ میشلن دریافت کرد. از زمان تعطیلی رستوران «گریس» در ۲۰ دسامبر ۲۰۱۷، آلینیا یکی از تنها دو رستوران شیکاگو است که سه ستاره میشلین دارد (دیگری رستوران «اسمیت» است که در سال ۲۰۲۳ سه ستاره میشلین دریافت کرد). این رستوران برندۀ «جایزه رستوران برجسته» از جایزه بنیاد جیمز بیرد شده است.